# Little Birds
Little Birds (de l'anglès, "Ocellets") és el quart senzill del grup estatunidenc d'indie folk rock Neutral Milk Hotel. Va ser grabat en 1998 i 1999, però no es va publicar oficialment fins al 2011, quan va ser inclòs en el lot recopilatori Walking Wall of Words. A la cara A trobem la versió d'estudi de la cançó «Little Birds» (sent Robert Schneider, col·laborador habitual de la banda, el productor i Craig Morris l'enginyer de so) i a la B una versió en directe a Athens (Geòrgia) de la mateixa (gravada pel conegut cineasta Lance Bangs). El tema és interpretat únicament pel líder del grup, Jeff Mangum, que canta i toca la guitarra acústica. La portada del senzill, que mostra uns ocells volant sobre el mar, va ser dissenyada pel mateix Mangum i per Mark Ohe.
«Little Birds» és l'única cançó coneguda de Neutral Milk Hotel escrita després del llançament de In the Aeroplane Over the Sea de la qual existeix una versió gravada. També és l'única cançó post-Aeroplane que s'ha interpretat en públic.

## Significat
Es tracta d'una cançó força fosca dins del repertori del grup, ja que tracta sobre un jove gay que és assasinat pel seu pare extremadament religiós. Mangum, qui va escriure i compondre la cançó (així tota la resta del material de Neutral Milk Hotel) es va inspirar en l'assasinat de Matthew Shepard. Va descriure la cançó així:
És el començament d’una història on un noi es troba en una situació no molt agradable. Un dia, a la seva habitació es comencen a formar ocellets al seu voltant. Comencen a entrar al seu cos i ell estava molt content per això. Però, per desgràcia, intenta compartir-ho amb altres persones i es molesten molt perquè és una cosa que li sembla molt bonica, però ells no ho troben molt bé i volen destruir-la.

## Llista de cançons

### Cara A
- Little Birds (6:02)

### Cara B
- Little Birds (Live) (4:36)

## Personal
- Jeff Mangum: Guitarra acústica, veu, disseny de la portada i la contraportada
- Robert Schneider: Producció
- Craig Morris: Enginyeria de so
- Mark Ohe: Disseny de la portada i la contraportada
- Lance Bangs: Gravació de la versió en directe